# Cremastosperma peruvianum
Espèce
Statut de conservation UICN

 VU D2 : Vulnérable
Cremastosperma peruvianum est une espèce de plantes à fleurs de la famille des Annonaceae originaire du Pérou.

## Publication originale
- Acta Horti Bergiani 12: 204. 1934.